# Wild Ones (álbum)
Wild Ones —en español:Salvajes—es el cuarto álbum de estudio del rapero Flo Rida. Fue lanzado el 3 de julio de 2012. Wild Ones se convirtió en el primer álbum de Flo Rida que logró meter cuatro veces en el top 10 de sencillos en los EE.UU Billboard Hot 100, los sencillos, "Good Feeling", "Wild Ones", "Whistle" y "I Cry" posicionados 3, 5, 1 y 6 respectivamente.

## Antecedentes
El cantante Chris Brown reveló en una entrevista con la revista People que estaba trabajando con Flo Rida en varias canciones del álbum. Reconoció que a él le gustaba sus canciones y le ayudó en la producción.
En un primer momento, Flo Rida nombró a su cuarto álbum Only One Rida (Part 2), cuyo nombre es una variante de su tercer álbum Only One Flo (Part 1). Flo Rida confirmó también que el cuarto álbum sería una secuela de su tercer álbum. Más tarde rechazó la idea, y nombró a su cuarto álbum Wild Ones.
En enero de 2012, una canción llamada "Run to You" se filtró a través de DJ Coco. Se presentó Redfoo de LMFAO con T-Pain en el gancho. La canción fue cambiado más adelante simplemente se llama "Run", sin T-Pain.
Flo Rida expresó la importancia de colaborar con muchos artistas en el álbum, desde Jennifer López y Sia a Lil Wayne y 50 Cent.
El álbum trata sobre temas como el terremoto de Japón 2010, los ataques terroristas en Noruega, relaciones turbulentas, ser positivo en la vida y la lucha de la industria de la música.

## Promoción

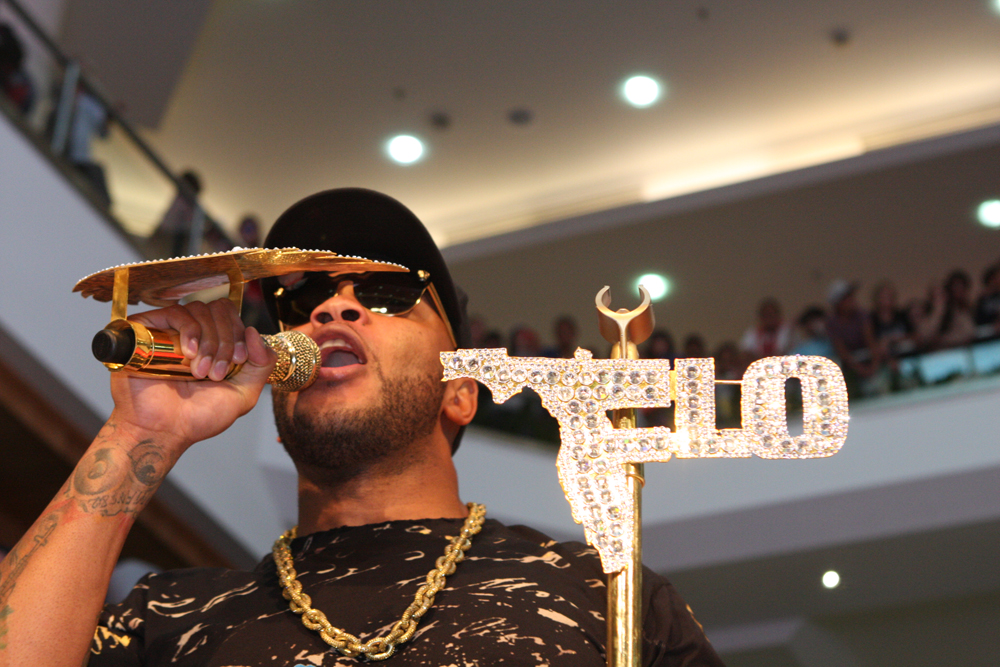
Presentación en vivo de Flo Rida en 2012

En WrestleMania XXVIII Flo Rida hizo una aparición cantando "Good Feeling" y "Wild Ones" antes de que The Rock salió a tomar el rival de John Cena.

### Sencillos
El 21 de agosto de 2011, Flo Rida lanzó el primer sencillo del álbum titulado "Good Feeling", con muestras de la canción de Etta James "Something's Got a Hold on Me". La canción es muy similar a la de "Levels" del fallecido dj sueco Avicii que también contiene la muestra de Etta James. La canción tuvo mucho éxito en todo el mundo, alcanzando el número tres en los US Billboard Hot 100 y certificación en Doble Platino en torno a las dos millones de copias en los EE. UU. El segundo sencillo, titulado "Wild Ones" ha sido lanzado el 19 de diciembre de 2011. La canción cuenta con la cantante australiana y compositora Sia como vocalista. El tercer sencillo "Whistle" salió por primera vez el 16 de abril de 2012, en The Kyle and Jackie O Show en la estación de radio Sydney 2Day FM. Un sencillo promocional titulado "Hey Jasmin" fue lanzado el 6 de junio de 2012 con un video musical. El cuarto sencillo lanzado es "I Cry". Flo Rida ha confirmado que Sweet Spot o un remix de Thinking of You se dará a conocer como el quinto sencillo. El remix de Thinking of You contaría con el rapero estadounidense 50 Cent.

## Lista de canciones
| N.º | Título                                | Escritor(es) | Productor(es)                                      | Duración |  |
| 1.  | «Whistle»                             | Tramar Dillard, David Glass, Marcus Killian, Justin Franks, Breyan Isaac, Antonio Mobley                                 | DJ Frank E, Glass                                  | 3:45     |  |
| 2.  | «Wild Ones» (con Sia)                 | Dillard, Raphaël Judrin, Pierre-Antoine Melki, Sia Furler, Axel Hedfors, Jacob Luttrell, Marcus Cooper, Benjamin Maddahi | soFLY & Nius, Axwell                               | 3:54     |  |
| 3.  | «Let It Roll»                         | Dillard, Mike Caren, Hedfors, Isaac, Silas Johnson, Judrin, Melki, Mobley                                                | soFLY & Nius, Axwell                               | 3:14     |  |
| 4.  | «Good Feeling»                        | Dillard, Lukasz Gottwald, Henry Walter, Isaac, Arash Pournouri, Tim Bergling, Etta James, Leroy Kirkland, Pearl Woods    | Dr. Luke, Cirkut                                   | 4:08     |  |
| 5.  | «In My Mind, Part 2» (con Georgi Kay) | Dillard, Georgina Kingsley, Adam Forte, Josh Soon, Hedfors                                                               | Axwell, Ivan Gough, Feenixpawl                     | 4:30     |  |
| 6.  | «Sweet Spot» (con Jennifer López)     | Julie Frost, Dillard, Jennifer López, Issac, Johnson, Judrin, Melki, Mobley                                              | soFLY & Nius                                       | 3:48     |  |
| 7.  | «Thinking of You»                     | Dillard, Richard Buttler Jr., James Scheffer                                                                             | Jim Jonsin, Rico Love, Earl & E, Pierre Medor      | 3:40     |  |
| 8.  | «I Cry»                               | Dillard, Scott Cutler, Jeffrey Hull, Brenda Russell, Paul Baumer, Marrten Hoogstraten, Alex Schwartz, Joe Khajadourian   | The Futuristics, soFLY & Nius, Bingo Players (co.) | 3:43     |  |
| 9.  | «Run» (con Redfoo)                    | Dillard, Bryan Adams, Faheem Rasheed Najm, Jim Vallance                                                                  | GoonRock                                           | 3:53     |  |
| 10. | «Let It Roll Part 2» (con Lil Wayne)  | Dillard, Dwayne Carter Jr., Caren, Hedfors, Issac, Johnson, Judrin, Melki, Mobley                                        | soFLY & Nius, Axwell                               | 3:31     |  |

| Edición de lujo |                                      |                                                                                          |                      |          |  |
| N.º             | Título                               | Escritor(es)                                                                             | Productor(es)        | Duración |  |
| 10.             | «Let It Roll Part 2» (con Lil Wayne) | Dillard, Dwayne Carter Jr.                                                               | soFLY & Nius, Axwell | 3:31     |  |
| 11.             | «Whistle (Digi Remix)»               | Tramar Dillard, David Glass, Marcus Killian, Justin Franks, Breyan Isaac, Antonio Mobley | Digi                 | 3:32     |  |
| 12.             | «Whistle (Jakob Lido Remix)»         | Tramar Dillard, David Glass, Marcus Killian, Justin Franks, Breyan Isaac, Antonio Mobley | Jakob Lido           | 6:00     |  |

| Edición de lujo japonesa |                                                                     |                                                                                   |                                                  |          |  |
| N.º                      | Título                                                              | Escritor(es)                                                                      | Productor(es)                                    | Duración |  |
| 10.                      | «Louder»                                                            | Dillard, The Monsters and The Strangerz                                           | The Runners                                      | 3:19     |  |
| 11.                      | «Let It Roll Part 2» (con Lil Wayne)                                | Dillard, Dwayne Carter Jr., Caren, Hedfors, Issac, Johnson, Judrin, Melki, Mobley | soFLY & Nius, Axwell                             | 3:31     |  |
| 12.                      | «Wild One Two» (Jack Back junto a David Guetta, Nicky Romero & Sia) |                                                                                   | soFLY & Nius, Axwell, David Guetta, Nicky Romero | 5:46     |  |

Notas
- "Let It Roll" contiene elementos de "Let the Good Times Roll", interpretada por Freddie King y escrita por Earl King.
- "I Cry" contiene elementos de "Cry (Just a Little)", interpretada por Bingo Players y escrita por Scott Cutler, Brenda Russell y Jeff Hull.
- "Good Feeling" contiene elementos de "Something's Got a Hold on Me", interpretada por Etta James y escrita por Etta James, Leroy Kirkland, y Pearl Woods.
- "Run" contiene elementos de "Run to You", interpretada por Bryan Adams y escrita por Jim Vallance y Bryan Adams, y también contiene un pequeño elemento de Party Rock Anthem, interpretada por el grupo de electropop LMFAO.
- "In My Mind, Part 2" (con Georgi Kay) contiene elementos de Flo Rida rapeando versos sobre un remix de Axwell de "In My Mind" por Ivan Gough & Feenixpawl con Georgi Kay.

## Recepción

### Desempeño Comercial
El álbum debutó en el número catorce en los EU Billboard 200 al trazar la venta de 31 000 copias en su primera semana. En Canadá, el álbum debutó en el número uno en la Canadian Albums Chart por la venta de 14 300 copias. Como el 26 de julio de 2012, el álbum ha vendido 27 000 copias en Canadá. 'Wild Ones' debutó en el Top 20 en más de 10 países de todo el mundo.

### Respuesta crítica
Tras su lanzamiento, Wild Ones recibió en general críticas mixtas. En Metacritic, que asigna una calificación normalizada de 100 a comentarios de la prensa, el álbum recibió una Media ponderada de 59, indicando "por lo general a a las reseñas de la media ".Jody Rosen, de Rolling Stone tuvo una mirada general negativa sobre el álbum y le asignó una calificación de dos estrellas de cinco.

## Posicionamiento en listas y certificaciones
| Lista (2012)                         | Mejor posición |
| ------------------------------------ | -------------- |
| Australian Albums Chart              | 5              |
| Austrian Albums Chart                | 8              |
| Belgian Albums Chart (Flanders)      | 47             |
| Belgian Albums Chart (Wallonia)      | 51             |
| Canadian Albums Chart                | 1              |
| Dutch Albums Chart                   | 57             |
| French Albums Chart                  | 19             |
| German Albums Chart                  | 16             |
| Hungarian Albums Chart               | 27             |
| Irish Albums Chart                   | 9              |
| New Zealand Albums Chart             | 6              |
| Norwegian Singles Chart              | 39             |
| Swedish Albums Chart                 | 58             |
| Swiss Albums Chart                   | 7              |
| UK R&B Albums Chart                  | 2              |
| UK Albums Chart                      | 8              |
| US Billboard 200                     | 14             |
| US Billboard Dance/Electronic Albums | 1              |
| US Billboard Rap Albums              | 2              |

## Historial de lanzamientos
| País           | Datos               | Formato          | Discográfica     | Versión          |
| -------------- | ------------------- | ---------------- | ---------------- | ---------------- |
| Reino Unido    | 9 de junio de 2012  | Descarga digital | Atlantic Records | Edición de lujo  |
| Brasil         | 22 de junio de 2012 | Descarga digital | Atlantic Records | Edición estándar |
| Estados Unidos | 22 de junio de 2012 | Descarga digital | Atlantic Records | Edición estándar |
| Reino Unido    | 25 de junio de 2012 | CD               | Atlantic Records | Edición estándar |